# Markéta Konvičková
Markéta Konvičková (Třinec, 17 maggio 1994) è una cantante ceca, finalista nella prima stagione del programma televisivo SuperStar e vincitrice del premio "New Artist" ai Český slavík 2010.

## Discografia

### Album di Studio
- 2010 - Na šňůře perel
- 2011 - Kafe, bar a nikotin
- 2013 - Tablo
- 2015 - Má přání k Vánocům

### Raccolte
- 2017 - Já

## Premi e riconoscimenti
- Český slavík
  - 2010 - New Artist[1]